# Terapon puta
Terapon puta är en fiskart som beskrevs av Cuvier 1829. Terapon puta ingår i släktet Terapon och familjen Terapontidae. Inga underarter finns listade i Catalogue of Life.